# Mantecosa del Llobregat (pera)
Mantecosa del Llobregat es el nombre de una variedad cultivar de pera europea Pyrus communis. Esta pera está cultivada en la colección de la Estación Experimental Aula Dei (Zaragoza). Esta pera también está cultivada en diversos viveros entre ellos algunos dedicados a conservación de árboles frutales en peligro de desaparición. Esta pera está muy difundido su cultivo en España, originaria de Cataluña, en concreto este ejemplar fue recolectado en San Baudilio de Llobregat en la provincia de Barcelona, donde tuvo su mejor época de cultivo comercial antes de la década de 1960, y actualmente en menor medida aún se encuentra.

## Sinonimia
- "Mantecosa del Llobregat 490",[1]
- "Mantecosa de Aragón",[8][9][10]

## Historia
'Mantecosa del Llobregat' está considerada incluida en las variedades locales autóctonas muy antiguas, cuyo cultivo se centraba en comarcas muy definidas. Se caracterizaban por su buena adaptación a sus ecosistemas y podrían tener interés genético en virtud de su adaptación. Se encontraban diseminadas por todas las regiones fruteras españolas, aunque eran especialmente frecuentes en la España húmeda. Estas se podían clasificar en dos subgrupos: de mesa y de cocina (aunque algunas tenían aptitud mixta).
'Mantecosa del Llobregat' es una variedad clasificada como de mesa, difundido su cultivo en el pasado por los viveros comerciales y cuyo cultivo en la actualidad se ha reducido a huertos familiares y jardines privados.

## Características
El peral de la variedad 'Mantecosa del Llobregat' tiene un vigor medio; florece a inicios de mayo; tubo del cáliz pequeño, en embudo con conducto medio, con pistilos largos, desprendidos desde su base, y se conservan gran parte de los estambres.
La variedad de pera 'Mantecosa del Llobregat' tiene un fruto de tamaño medio; forma piriforme o piriforme-truncada, con cuello casi imperceptible, ligeramente asimétrica, superficie muy lisa, con el contorno irregularmente redondeado; piel fina, lisa, brillante; epidermis con color de fondo verde amarillento, sin chapa, a lo sumo con chapa dorado bronceada, recubierta de punteado abundante, menudo, poco perceptible, con pequeña zona de ruginoso-"russeting" en la cavidad del pedúnculo, "russeting" (pardeamiento áspero superficial que presentan algunas variedades) débil; pedúnculo de longitud corto o medio, fino, leñoso, ligeramente engrosado en su extremo, casi recto, implantado derecho o ligeramente oblicuo, cavidad del pedúnculo muy estrecha, casi superficial, con el borde liso y regular o ligeramente mamelonado y oblicuo; anchura de la cavidad calicina estrecha o media, poco profunda, con el borde muy amplio, liso o suavemente ondulado; ojo de tamaño medio, abierto; sépalos coriáceos, largos, extendidos completamente pegados a la pared de la cavidad y formando estrella.
Carne de color blanco amarillento; textura fina, mantecosa, ligeramente pastosa; sabor característico de la variedad, aromático, bueno; corazón pequeño, situado muy próximo al ojo. Eje relleno. Celdillas medias, alargadas, bifurcadas y puntiagudas en la parte inferior. Semillas de tamaño medio, alargadas con cuello muy puntiagudo, espolón picudo y muy saliente, color castaño claro con salientes casi negros.
La pera 'Mantecosa del Llobregat' tiene una época de maduración y recolección temprana en la primera quincena de agosto (en E.E. de Aula Dei de Zaragoza). Se usa como pera de mesa fresca, y en cocina para hacer jaleas.